# Dunkelbrauner Waldrebenspanner
Der Dunkelbraune Waldrebenspanner (Horisme corticata) ist ein Schmetterling (Nachtfalter) aus der Familie der Spanner (Geometridae).

## Merkmale
Die Falter erreichen eine Flügelspannweite von 26 bis 28 Millimeter und besitzen dunkelbraune Vorderflügel. Das Mittelfeld ist auf beiden Seiten durch starke schwarze Querlinien begrenzt, die jedoch nicht bis zum Vorderrand reichen. Das Mittelfeld ist zum Innenrand hin stark verschmälert. Der schwarze Teilungsstrich am Apex ist häufig mit der äußeren Begrenzung des Mittelfeldes verbunden. Die Hinterflügel sind bräunlich, am Flügelvorderrand nicht aufgehellt und tragen eine deutliche schwarze mittlere Querlinie und weitere zahlreiche undeutliche Querlinien. Beide Flügel besitzen eine kaum unterbrochene Saumlinie.

### Unterarten
- Horisme corticata corticata Treitschke, 1835[1]
- Horisme corticata bretschneideri Koch, 1948[1]

### Synonyme
- Horisme alutacearia Boisduval, 1840[1]
- Acidalia corticata Treitschke, 1835[1][2]
- Phibalapterxy corticata[1]

## Verbreitung
Der dunkelbraune Waldrebenspanner wurde als östliche Art erstmals 1937 in der Nähe von Dresden gefunden. Die Art wanderte aus Böhmen durch das Elbtal nach Deutschland ein und gilt gegenwärtig als Arealerweiterer in allen neuen Bundesländern.
In Europa ist die Art von Dänemark über Nord- und Ostdeutschland, Polen, Österreich, Ungarn, Rumänien sowie von Mittelitalien über den Balkan und Kleinasien bis zum Kaukasus und nach Südrussland verbreitet.

## Lebensweise
Zu den Nahrungspflanzen der Larven zählen Echte Waldrebe (Clematis vitalba), Italienische Waldrebe (Clematis viticella) und das Große Windröschen (Anemone sylvestris).

### Flug- und Raupenzeiten
Der Dunkelbraune Waldrebenspanner fliegt in zwei Generationen von Mitte April bis Anfang Juli und von Ende Juli bis Ende September. Die Raupen können von August bis September (erste Generation) und von Juni bis Juli (zweite Generation) beobachtet werden.